# Série des championnats du monde de triathlon
Ne doit pas être confondu avec Championnats du monde de triathlon longue distance.
La série des championnats du monde de triathlon (« World Triathlon Championship Series » - WTCS) est le nom du circuit de compétitions internationales de triathlon sur courte distance, considérées pour l'attribution du titre de « Champion du monde de triathlon ». Ce championnat du monde s'est déroulé pour la première fois en 1989 à Avignon en France sur une seule épreuve et s'est poursuivi sous cette forme jusqu'en 2008. Depuis 2009, le championnat regroupe plusieurs épreuves réparties tout au long de l’année et qui se déroulent dans différents pays. Il se conclut lors d'une grande finale où est décerné le titre de champion et championne du monde de triathlon courte distance aux triathlètes homme et femme, ayant totalisé le plus grand nombre de points à l'issue du circuit.
Lors de la grande finale des séries, la fédération internationale propose en outre des épreuves pour les catégories espoir de moins de 23 ans (U23) et juniors de moins de 21 ans qui s'inscrivent dans des championnats du monde U23 et juniors, mais également de paratriathlon servant parfois de support aux championnats du monde de paratriathlon. Des épreuves dans des catégories amateurs appelées « classe d'âge »  et classant les compétiteurs par tranche d'âge de cinq ans font partie de toutes les étapes. Enfin, les étapes de série intègrent des championnats plus spécialisés, comme les championnats du monde de triathlon en relais mixte.

## Historique
La première épreuve des championnats du monde de triathlon se déroule en aout 1989, à Avignon en France. Elle fait suite à la constitution en mars 1989 de la Fédération internationale de triathlon (ITU) qui met en œuvre une unification des règles du triathlon qui varient avant cette création sur chaque continent. Cette épreuve se déroule sur courte distance qui devient dans les années suivantes la distance standard olympique. Les triathlètes américains qui dominent la pratique internationale dans les années 1990, sont au départ de ce premier championnat. Mark Allen, Mike Pigg et Scott Tinley voit leur suprématie du moment contestée par quelques européens dont le Néerlandais Rob Barel et le Français Yves Cordier.
En 2008, au lendemain de la course olympique, la fédération internationale annonce qu'elle remplace le championnat du monde à course unique par un championnat du monde en série de six courses se terminant par une grande finale. Le but étant d'aider au développement du triathlon et d'atteindre le niveau des sports majeurs, tout en gagnant une plus grande audience télévisée. L'annonce est accueillie favorablement par les triathlètes et les entraîneurs professionnels, estimant que cela aiderait le sport à devenir plus populaire, à accroître le professionnalisme et à mieux rémunérer les athlètes de haut niveau,
Pour sa première édition sous cette nouvelle forme, la série est sponsorisée par la marque Dextro Energy qui sponsorise à hauteur de deux millions de dollars les événements, dotant de 150 000 dollars de bourse chaque étape de la série,,. La grande finale étant dotée d'une bourse de 250 000 dollars. Cet apport financier permet aux triathlètes de multiplier par trois leurs gains, attirants dans la pratique de nouveaux professionnels. En 2011, un championnat du monde sur distance sprint est intégré au circuit. Le partenariat avec Dextro se termine en 2012, dans le même temps le championnat du monde se rebaptise « Série mondiale de triathlon » (World triathlon Series - WTS). En 2013, la bourse totale allouée à la série mondiale est porté 2,25 millions de dollars qui en fait une des épreuves les plus dotées du circuit international de triathlon. En 2018, devant la popularité grandissante des épreuves en relais mixte et l'entrée de cette pratique aux Jeux olympiques, trois épreuves du calendrier se voient doter d'une épreuve en relais mixte, dont une étape servant de support au championnat du monde de cette spécialité. Ces épreuves en relais mixte octroyant également des points qualificatifs pour les Jeux olympiques.
En 2020, la fédération internationale de triathlon, anciennement « International Triathlon Union »  prend le nom de World Triathlon et rebaptise la série mondiale en « World Triathlon Championship Series » WTCS.

## Organisation
Les épreuves élites prises en compte pour le classement du championnat du monde comportent aussi bien des courses au format M (distance olympique) — soit 1 500 m de natation, 40 km de cyclisme et 10 km de course à pied — qu'au format S (sprint) — soit 750 m de natation, 20 km de cyclisme et 5 km de course à pied. Les cycles de natation s'effectuent à départ groupé et se déroulent en eau libre ;  l'aspiration-abri (drafting) est autorisée à vélo. Les courses du championnat pour élite adulte hommes et femmes ont été complétées avec des épreuves juniors à partir de la première année et des épreuves des moins de 23 ans (U23) à partir de 2002. Ces différentes épreuves sont organisées par la World Triathlon.
Le nombre d'athlètes acceptés dans la catégorie élite concourant pour le titre de champion du monde lors de la grande finale est limité (65 en 2014).
Dans les épreuves par tranche d'âge ouvertes au grand public en 2015 lors de la grande finale à Chicago, le recours à l'effet d'aspiration n'est pas autorisé.

## Récompenses financières
En 2019 comme en 2018, la bourse totale allouée pour l'ensemble des triathlètes durant le championnat s'élève à 2,385 millions de dollars. Répartie selon les épreuves et les ordres d'arrivée. Chaque étape est dotée d'un prix total de 150 000 dollars. Les champions en titre hommes et femmes touchent une prime chacun s'élevant à 83 500 dollars en sus de leurs éventuels gains sur les étapes du circuit. Les épreuves en relais mixte sont dotées  d'un prix de 10 000 dollars dont 25 000 pour l'équipe victorieuse. L'équipe championne du monde remporte une prime supplémentaire de 83 500 dollars. Pour compléter les dotations, les 16 épreuves complémentaires de la coupe du monde de triathlon sont dotées d'une bourse globale de 960 000 dollars, portant la totalité des primes pour le circuit mondial de courte distance et relais mixte à plus de 3,3 millions de dollars.

## Palmarès
De sa création en 1989 à 2008, le titre est alloué aux vainqueurs hommes et femmes d'une seule épreuve sur distance M dans la catégorie élite, depuis 2009, le palmarès est déterminé par la somme des points de classement obtenus lors la grande finale, des cinq meilleurs résultats des étapes de série, avec la possibilité de remplacer au maximum deux de ces derniers par ceux obtenus lors d'épreuves de la coupe du monde. Les points pour chaque type d'épreuve sont attribués selon un barème prédéterminé en fonction de la place obtenue, qui considère uniquement les 50 premiers de la grande finale, les 40 premiers des autres étapes de série, et les trente premiers en étapes de coupe du monde. Pour que ces points soient attribués, il est nécessaire de réaliser un temps n'excédant pas de plus de 5 % pour les hommes et de 8 % pour les femmes de celui réalisé par le premier ou la première de la course.

### Palmarès hommes
| Année | Série d'épreuves               | Série d'épreuves | Champion             | Points      | 2e                | Points      | 3e                   | Points      |
| Année | Lieu de la finale              | Nbre             | Champion             | Points      | 2e                | Points      | 3e                   | Points      |
| ----- | ------------------------------ | ---------------- | -------------------- | ----------- | ----------------- | ----------- | -------------------- | ----------- |
| 2024  | Torremolinos, Espagne          | 5                | Alex Yee             | 4069        | Léo Bergère       | 3728        | Hayden Wilde         | 3726        |
| 2023  | Pontevedra, Espagne            | 7                | Dorian Coninx        | 4237        | Hayden Wilde      | 4061        | Léo Bergère          | 4002        |
| 2022  | Abou Dabi, Émirats arabes unis | 7                | Léo Bergère          | 4741        | Alex Yee          | 4721        | Hayden Wilde         | 4696        |
| 2021  | Edmonton, Canada               | 6                | Kristian Blummenfelt | 3927        | Marten Van Riel   | 3594        | Alex Yee             | 3289        |
| 2020  | Hambourg, Allemagne            | 1                | Vincent Luis         | 49 min 13 s | Vasco Vilaça      | 49 min 15 s | Léo Bergère          | 49 min 18 s |
| 2019  | Lausanne, Suisse               | 8                | Vincent Luis         | 5095        | Mario Mola        | 4939        | Javier Gómez         | 4533        |
| 2018  | Gold Coast, Australie          | 8                | Mario Mola           | 6081        | Vincent Luis      | 5060        | Jacob Birtwhistle    | 4884        |
| 2017  | Rotterdam, Pays-Bas            | 9                | Mario Mola           | 4728        | Javier Gómez      | 4311        | Kristian Blummenfelt | 4281        |
| 2016  | Cozumel, Mexique               | 9                | Mario Mola           | 4819        | Jonathan Brownlee | 4815        | Fernando Alarza      | 4087        |
| 2015  | Chicago, États-Unis            | 10               | Javier Gómez         | 4930        | Mario Mola        | 4795        | Vincent Luis         | 4422        |
| 2014  | Edmonton, Canada               | 8                | Javier Gómez         | 4860        | Mario Mola        | 4601        | Jonathan Brownlee    | 4501        |
| 2013  | Londres, Royaume-Uni           | 8                | Javier Gómez         | 4220        | Jonathan Brownlee | 4195        | Mario Mola           | 3726        |
| 2012  | Auckland, Nouvelle-Zélande     | 9                | Jonathan Brownlee    | 4935        | Javier Gómez      | 4845        | Dmitry Polyansky     | 3822        |
| 2011  | Pékin, Chine                   | 7                | Alistair Brownlee    | 4285        | Jonathan Brownlee | 3992        | Javier Gómez         | 3671        |
| 2010  | Budapest, Hongrie              | 7                | Javier Gómez         | 3789        | Steffen Justus    | 3139        | Brad Kahlefeldt      | 3112        |
| 2009  | Gold Coast, Australie          | 8                | Alistair Brownlee    | 4400        | Javier Gómez      | 3959        | Maik Petzold         | 3442        |

| Année | Lieu                         | Champion        | Temps           | 2e                   | Temps           | 3e                | Temps           |
| ----- | ---------------------------- | --------------- | --------------- | -------------------- | --------------- | ----------------- | --------------- |
| 2008  | Vancouver, Canada            | Javier Gómez    | 1 h 49 min 48 s | Bevan Docherty       | 1 h 50 min 12 s | Reto Hug          | 1 h 50 min 17 s |
| 2007  | Hambourg, Allemagne          | Daniel Unger    | 1 h 43 min 18 s | Javier Gómez         | 1 h 43 min 22 s | Brad Kahlefeldt   | 1 h 43 min 35 s |
| 2006  | Lausanne, Suisse             | Tim Don         | 1 h 51 min 32 s | Hamish Carter        | 1 h 51 min 49 s | Frédéric Belaubre | 1 h 52 min 12 s |
| 2005  | Gamagōri, Japon              | Peter Robertson | 1 h 49 min 31 s | Reto Hug             | 1 h 49 min 36 s | Brad Kahlefeldt   | 1 h 49 min 44 s |
| 2004  | Madère, Portugal             | Bevan Docherty  | 1 h 41 min 4 s  | Iván Raña            | 1 h 41 min 5 s  | Dmitriy Gaag      | 1 h 41 min 17 s |
| 2003  | Queenstown, Nouvelle-Zélande | Peter Robertson | 1 h 54 min 13 s | Iván Raña            | 1 h 54 min 37 s | Olivier Marceau   | 1 h 54 min 52 s |
| 2002  | Cancún, Mexique              | Iván Raña       | 1 h 50 min 40 s | Peter Robertson      | 1 h 51 min 6 s  | Andrew Johns      | 1 h 51 min 17 s |
| 2001  | Edmonton, Canada             | Peter Robertson | 1 h 48 min 0 s  | Chris Hill           | 1 h 48 min 11 s | Craig Watson      | 1 h 48 min 13 s |
| 2000  | Perth, Australie             | Olivier Marceau | 1 h 51 min 39 s | Peter Robertson      | 1 h 51 min 53 s | Craig Walton      | 1 h 51 min 58 s |
| 1999  | Montréal, Canada             | Dmitriy Gaag    | 1 h 45 min 25 s | Simon Lessing        | 1 h 45 min 31 s | Miles Stewart     | 1 h 45 min 47 s |
| 1998  | Lausanne, Suisse             | Simon Lessing   | 1 h 55 min 30 s | Paul Amey            | 1 h 55 min 57 s | Miles Stewart     | 1 h 56 min 4 s  |
| 1997  | Perth, Australie             | Chris McCormack | 1 h 48 min 29 s | Hamish Carter        | 1 h 48 min 42 s | Simon Lessing     | 1 h 49 min 7 s  |
| 1996  | Cleveland, États-Unis        | Simon Lessing   | 1 h 39 min 50 s | Luc Van Lierde       | 1 h 40 min 11 s | Leandro Macedo    | 1 h 41 min 0 s  |
| 1995  | Cancún, Mexique              | Simon Lessing   | 1 h 48 min 28 s | Brad Beven           | 1 h 49 min 22 s | Ralf Eggert       | 1 h 49 min 49 s |
| 1994  | Wellington, Nouvelle-Zélande | Spencer Smith   | 1 h 51 min 4 s  | Brad Beven           | 1 h 51 min 49 s | Ralf Eggert       | 1 h 52 min 40 s |
| 1993  | Manchester, Royaume-Uni      | Spencer Smith   | 1 h 51 min 20 s | Simon Lessing        | 1 h 53 min 2 s  | Hamish Carter     | 1 h 53 min 28 s |
| 1992  | Huntsville, Canada           | Simon Lessing   | 1 h 49 min 4 s  | Rainer Müller-Hörner | 1 h 49 min 29 s | Rob Barel         | 1 h 49 min 43 s |
| 1991  | Queensland, Australie        | Miles Stewart   | 1 h 48 min 20 s | Rick Wells           | 1 h 48 min 22 s | Mike Pigg         | 1 h 48 min 22 s |
| 1990  | Orlando, États-Unis          | Greg Welch      | 1 h 51 min 36 s | Brad Beven           | 1 h 52 min 40 s | Stephen Foster    | 1 h 52 min 46 s |
| 1989  | Avignon, France              | Mark Allen      | 1 h 58 min 45 s | Glenn Cook           | 2 h 0 min 3 s   | Rick Wells        | 2 h 0 min 56 s  |

### Palmarès femmes
| Année | Série d'épreuves               | Série d'épreuves | Championne           | Points      | 2e                   | Points      | 3e                   | Points      |
| Année | Lieu de la finale              | Nbre             | Championne           | Points      | 2e                   | Points      | 3e                   | Points      |
| ----- | ------------------------------ | ---------------- | -------------------- | ----------- | -------------------- | ----------- | -------------------- | ----------- |
| 2024  | Torremolinos, Espagne          | 5                | Cassandre Beaugrand  | 4000        | Beth Potter          | 3792        | Emma Lombardi        | 3508        |
| 2023  | Pontevedra, Espagne            | 7                | Beth Potter          | 4559        | Cassandre Beaugrand  | 4410        | Emma Lombardi        | 3792        |
| 2022  | Abou Dabi, Émirats arabes unis | 7                | Flora Duffy          | 5105        | Georgia Taylor-Brown | 5081        | Taylor Knibb         | 4179        |
| 2021  | Edmonton, Canada               | 6                | Flora Duffy          | 3861        | Taylor Knibb         | 3486        | Taylor Spivey        | 3239        |
| 2020  | Hambourg, Allemagne            | 1                | Georgia Taylor-Brown | 54 min 16 s | Flora Duffy          | 54 min 25 s | Laura Lindemann      | 54 min 39 s |
| 2019  | Lausanne, Suisse               | 8                | Katie Zaferes        | 6175        | Jessica Learmonth    | 5326        | Georgia Taylor-Brown | 5191        |
| 2018  | Gold Coast, Australie          | 8                | Vicky Holland        | 5540        | Katie Zaferes        | 5488        | Georgia Taylor-Brown | 4183        |
| 2017  | Rotterdam, Pays-Bas            | 9                | Flora Duffy          | 5200        | Ashleigh Gentle      | 4320        | Katie Zaferes        | 4302        |
| 2016  | Cozumel, Mexique               | 9                | Flora Duffy          | 4691        | Gwen Jorgensen       | 4435        | Ai Ueda              | 3616        |
| 2015  | Chicago, États-Unis            | 10               | Gwen Jorgensen       | 5200        | Andrea Hewitt        | 4081        | Sarah True           | 4074        |
| 2014  | Edmonton, Canada               | 8                | Gwen Jorgensen       | 5085        | Sarah Groff          | 3987        | Andrea Hewitt        | 3845        |
| 2013  | Londres, Royaume-Uni           | 8                | Non Stanford         | 4220        | Jodie Stimpson       | 3805        | Anne Haug            | 3110        |
| 2012  | Auckland, Nouvelle-Zélande     | 9                | Lisa Nordén          | 4935        | Anne Haug            | 4845        | Andrea Hewitt        | 3822        |
| 2011  | Pékin, Chine                   | 7                | Helen Jenkins        | 402         | Andrea Hewitt        | 3836        | Sarah Groff          | 2783        |
| 2010  | Budapest, Hongrie              | 7                | Emma Moffatt         | 3806        | Nicola Spirig        | 3413        | Lisa Nordén          | 3390        |
| 2009  | Gold Coast, Australie          | 8                | Emma Moffatt         | 4340        | Lisa Nordén          | 4130        | Andrea Hewitt        | 3462        |

| Année | Lieu                         | Championne        | Temps           | 2e                | Temps           | 3e                | Temps           |
| ----- | ---------------------------- | ----------------- | --------------- | ----------------- | --------------- | ----------------- | --------------- |
| 2008  | Vancouver, Canada            | Helen Tucker      | 2 h 1 min 37 s  | Sarah Haskins     | 2 h 1 min 41 s  | Samantha Warriner | 2 h 2 min 32 s  |
| 2007  | Hambourg, Allemagne          | Vanessa Fernandes | 1 h 53 min 27 s | Emma Snowsill     | 1 h 54 min 31 s | Laura Bennett     | 1 h 54 min 37 s |
| 2006  | Lausanne, Suisse             | Emma Snowsill     | 2 h 4 min 2 s   | Vanessa Fernandes | 2 h 4 min 48 s  | Felicity Abram    | 2 h 5 min 13 s  |
| 2005  | Gamagōri, Japon              | Emma Snowsill     | 1 h 58 min 2 s  | Annabel Luxford   | 1 h 59 min 42 s | Laura Bennett     | 1 h 59 min 55 s |
| 2004  | Madère, Portugal             | Sheila Taormina   | 1 h 52 min 17 s | Loretta Harrop    | 1 h 52 min 28 s | Laura Bennett     | 1 h 53 min 0 s  |
| 2003  | Queenstown, Nouvelle-Zélande | Emma Snowsill     | 2 h 6 min 40 s  | Laura Bennett     | 2 h 8 min 3 s   | Michellie Jones   | 2 h 8 min 5 s   |
| 2002  | Cancún, Mexique              | Leanda Cave       | 2 h 1 min 31 s  | Barbara Lindquist | 2 h 1 min 40 s  | Michelle Dillon   | 2 h 2 min 10 s  |
| 2001  | Edmonton, Canada             | Siri Lindley      | 1 h 58 min 50 s | Michellie Jones   | 1 h 59 min 41 s | Joanna Zeiger     | 1 h 59 min 55 s |
| 2000  | Perth, Australie             | Nicole Hackett    | 1 h 54 min 43 s | Carol Montgomery  | 1 h 54 min 49 s | Michellie Jones   | 1 h 55 min 25 s |
| 1999  | Montréal, Canada             | Loretta Harrop    | 1 h 55 min 28 s | Jackie Gallagher  | 1 h 56 min 0 s  | Emma Carney       | 1 h 56 min 19 s |
| 1998  | Lausanne, Suisse             | Joanne King       | 2 h 7 min 24 s  | Michellie Jones   | 2 h 8 min 3 s   | Evelyn Williamson | 2 h 8 min 12 s  |
| 1997  | Perth, Australie             | Emma Carney       | 1 h 59 min 22 s | Jackie Gallagher  | 1 h 59 min 36 s | Michellie Jones   | 2 h 0 min 48 s  |
| 1996  | Cleveland, États-Unis        | Jackie Gallagher  | 1 h 50 min 51 s | Emma Carney       | 1 h 51 min 43 s | Carol Montgomery  | 1 h 52 min 6 s  |
| 1995  | Cancún, Mexique              | Karen Smyers      | 2 h 4 min 58 s  | Jackie Gallagher  | 2 h 5 min 22 s  | Joy Leutner       | 2 h 5 min 49 s  |
| 1994  | Wellington, Nouvelle-Zélande | Emma Carney       | 2 h 3 min 18 s  | Anette Pedersen   | 2 h 5 min 31 s  | Sarah Harrow      | 2 h 6 min 52 s  |
| 1993  | Manchester, Royaume-Uni      | Michellie Jones   | 2 h 7 min 41 s  | Karen Smyers      | 2 h 7 min 43 s  | Joanne Ritchie    | 2 h 8 min 46 s  |
| 1992  | Huntsville, Canada           | Michellie Jones   | 2 h 2 min 7 s   | Joanne Ritchie    | 2 h 3 min 21 s  | Melissa Mantak    | 2 h 4 min 27 s  |
| 1991  | Queensland, Australie        | Joanne Ritchie    | 2 h 2 min 4 s   | Terri Smith-Ross  | 2 h 2 min 10 s  | Michellie Jones   | 2 h 2 min 49 s  |
| 1990  | Orlando, États-Unis          | Karen Smyers      | 2 h 3 min 32 s  | Carol Montgomery  | 2 h 3 min 47 s  | Joy Hansen        | 2 h 3 min 50 s  |
| 1989  | Avignon, France              | Erin Baker        | 2 h 10 min 0 s  | Jan Ripple        | 2 h 10 min 33 s | Laurie Samuelson  | 2 h 12 min 49 s |

### Classements par nation et par continent
| Rang | Nation           | 1er | 2e | 3e | Total |
| ---- | ---------------- | --- | -- | -- | ----- |
| 1    | Australie        | 13  | 10 | 6  | 29    |
| 2    | États-Unis       | 7   | 9  | 13 | 29    |
| 3    | Royaume-Uni      | 7   | 4  | 3  | 14    |
| 4    | Bermudes         | 4   | 1  |    | 5     |
| 5    | Canada           | 1   | 4  | 2  | 7     |
| 6    | Nouvelle-Zélande | 1   | 2  | 6  | 9     |
| 7    | France           | 1   | 1  | 2  | 4     |
| 8    | Suède            | 1   | 1  | 1  | 3     |
| 9    | Portugal         | 1   | 1  |    | 2     |
| 10   | Allemagne        |     | 1  | 2  | 3     |
| 11   | Suisse           |     | 1  |    | 1     |
| -    | Danemark         |     | 1  |    | 1     |
| 13   | Japon            |     |    | 1  | 1     |

| Rang | Nation           | 1er | 2e | 3e | Total |
| ---- | ---------------- | --- | -- | -- | ----- |
| 1    | Royaume-Uni      | 11  | 8  | 4  | 23    |
| 2    | Espagne          | 9   | 9  | 4  | 22    |
| 3    | Australie        | 6   | 6  | 8  | 20    |
| 4    | France           | 5   | 2  | 4  | 11    |
| 5    | Nouvelle-Zélande | 1   | 5  | 5  | 11    |
| 6    | Allemagne        | 1   | 2  | 3  | 6     |
| 7    | États-Unis       | 1   |    | 1  | 2     |
| -    | Kazakhstan       | 1   |    | 1  | 2     |
| -    | Norvège          | 1   |    | 1  | 2     |
| 10   | Belgique         |     | 2  |    | 2     |
| 11   | Suisse           |     | 1  | 2  | 3     |
| 12   | Portugal         |     | 1  |    | 1     |
| 13   | Brésil           |     |    | 1  | 1     |
| -    | Pays-Bas         |     |    | 1  | 1     |
| -    | Russie           |     |    | 1  | 1     |

| Rang | Continent | 1er | 2e | 3e | Total |
| ---- | --------- | --- | -- | -- | ----- |
| 1    | Europe    | 37  | 34 | 28 | 99    |
| 2    | Océanie   | 21  | 25 | 24 | 70    |
| 3    | Amérique  | 13  | 14 | 17 | 44    |
| 4    | Asie      | 1   | 0  | 2  | 3     |

## WTCS
Victoires d'épreuves depuis leur création en 2009
| Rang | Triathlète           | Victoires |
| ---- | -------------------- | --------- |
| 1    | Gwen Jorgensen       | 17        |
| 2    | Flora Duffy          | 15        |
| 3    | Cassandre Beaugrand  | 8         |
| 4    | Georgia Taylor-Brown | 6         |
| -    | Katie Zaferes        | 6         |
| 6    | Paula Findlay        | 5         |
| -    | Andrea Hewitt        | 5         |
| -    | Vicky Holland        | 5         |
| -    | Emma Moffatt         | 5         |
| 10   | Lisa Nordén          | 4         |
| -    | Nicola Spirig        | 4         |
| -    | Non Stanford         | 4         |
| -    | Jodie Stimpson       | 4         |
| 14   | Anne Haug            | 3         |
| -    | Helen Jenkins        | 3         |
| -    | Beth Potter          | 3         |
| 17   | Erin Densham         | 2         |
| -    | Ashleigh Gentle      | 2         |
| -    | Taylor Knibb         | 2         |
| -    | Léonie Périault      | 2         |
| -    | Barbara Riveros Diaz | 2         |
| -    | Emma Snowsill        | 2         |
| -    | Lisa Tertsch         | 2         |
| -    | Sarah True           | 2         |
| 25   | Sophie Coldwell      | 1         |
| -    | Emma Jackson         | 1         |
| -    | Maya Kingma          | 1         |
| -    | Rachel Klamer        | 1         |
| -    | Jeanne Lehair        | 1         |
| -    | Laura Lindemann      | 1         |
| -    | Summer Rappaport     | 1         |
| -    | Daniela Ryf          | 1         |

| Rang | Triathlète           | Victoires |
| ---- | -------------------- | --------- |
| 1    | Alistair Brownlee    | 22        |
| 2    | Mario Mola           | 16        |
| 3    | Javier Gómez         | 14        |
| 4    | Jonathan Brownlee    | 13        |
| 5    | Alex Yee             | 8         |
| 6    | Vincent Luis         | 6         |
| -    | Hayden Wilde         | 6         |
| 8    | Matthew Hauser       | 4         |
| 9    | Kristian Blummenfelt | 3         |
| -    | Dorian Coninx        | 3         |
| -    | Richard Murray       | 3         |
| 12   | Jacob Birtwhistle    | 2         |
| -    | Bevan Docherty       | 2         |
| -    | Jan Frodeno          | 2         |
| -    | Jelle Geens          | 2         |
| -    | Henri Schoeman       | 2         |
| -    | João Silva           | 2         |
| 18   | Fernando Alarza      | 1         |
| -    | Léo Bergère          | 1         |
| -    | Stuart Hayes         | 1         |
| -    | Tim Hellwig          | 1         |
| -    | Miguel Hidalgo       | 1         |
| -    | Steffen Justus       | 1         |
| -    | Brad Kahlefeldt      | 1         |
| -    | Pierre Le Corre      | 1         |
| -    | Morgan Pearson       | 1         |
| -    | Jarrod Shoemaker     | 1         |
| -    | Casper Stornes       | 1         |

| Rang | Équipes          | Victoires |
| ---- | ---------------- | --------- |
| 1    | Allemagne        | 7         |
| 2    | France           | 6         |
| 3    | Royaume-Uni      | 5         |
| 4    | Australie        | 4         |
| 5    | États-Unis       | 3         |
| 6    | Suisse           | 2         |
| 7    | Nouvelle-Zélande | 1         |

| Rang | Nation           | Victoires |
| ---- | ---------------- | --------- |
| 1    | Royaume-Uni      | 75        |
| 2    | États-Unis       | 33        |
| 3    | Espagne          | 31        |
| 4    | France           | 27        |
| 5    | Australie        | 23        |
| 6    | Allemagne        | 17        |
| 7    | Bermudes         | 15        |
| 8    | Nouvelle-Zélande | 14        |
| 9    | Suisse           | 7         |
| 10   | Afrique du Sud   | 5         |
| -    | Canada           | 5         |
| 12   | Norvège          | 4         |
| -    | Suède            | 4         |
| 14   | Belgique         | 2         |
| -    | Chili            | 2         |
| -    | Pays-Bas         | 2         |
| -    | Portugal         | 2         |
| 18   | Brésil           | 1         |
| -    | Luxembourg       | 1         |

## Championnats du monde U23 et juniors
Les championnats de catégories U23 et juniors ont d'abord complétés les championnats du monde de triathlon entre 1989 et 2009 avant de compléter la finale des séries mondiales de triathlon. Il se déroule sur une seule épreuve et permettent aux jeunes triathlètes de s'affronter à un niveau international.